# Michaël VI Stratiotikos
Michaël VI Stratiotikos (Grieks: Μιχαήλ ΣΤ΄ Βρίγγας, Mikhaēl VI Bringas, bijgenaamd Stratiotikos, 'van het leger') (? - 1059) was keizer van Byzantium van 1056 tot 1057.
In 1056 stierf Theodora, de laatste telg van het Macedonische huis. Voor haar overlijden benoemde zij de man die de hofkringen graag op de troon wilden zien: iemand die alle ambtenaren een promotie zou geven, Michaël VI, die eerder minister van Oorlog was geweest. Hij wist spoedig het leger tegen zich in het harnas te jagen en in 1057 werd Isaäk Comnenus in Paphlagonië tot keizer uitgeroepen. Isaäk versloeg de snel slinkende keizerlijke troepen en Michaël liet zich naar een klooster sturen, waar hij nog twee jaar leefde.